# Guerrillero heroico
Guerrillero heroico (hrv. junački gerilac) kultna je fotografija koja prikazuje marksističkog revolucionara Che Guevaru, a snimio ju je Alberto Korda. Snimljena je 5. ožujka 1960. godine, u Havani, Kuba, na komemoraciji za žrtve eksplozije La Coubre i do kraja 1960-ih pretvorila karizmatičnoga i prijepornog vođu u kulturnu ikonu. Korda je izjavio da ga je u trenutku kad je snimao sliku privukao Guevarin izraz lica, koji je iskazivao "apsolutnu nepomirljivost", kao i ljutnju i bol. Mnogo godina kasnije, Korda će reći da je fotografija pokazala Cheov čvrst i stoički karakter. U vrijeme kad je fotografija snimljena Guevara je imao 31 godinu.
Ističući opću sveprisutnost i prihvaćenost te fotografije, Maryland Institute College of Art naziva je simbolom 20. stoljeća i najpoznatijom svjetskom fotografijom. Njezine su inačice slikane, tiskane, digitalizirane, vezene, tetovirane, umnažane sitotiskom, klesane i iscrtavane na gotovo svim mogućim zamislivim površinama, što je dovelo do toga da je Victoria and Albert Museum objavio kako je ta fotografija reproducirana više od bilo koje druge u povijesti fotografije. Teorijska razmišljanja Jonathana Greena, direktora UCR/California Musem of Photography, kazuju kako je "Kordina slika pronašla svoj put do svih svjetskih jezika. Postala je alfa-numeričkim znakom, hijeroglifom, instant-simbolom. Zagonetno se uvijek iznova pojavljuje gdje god postoji neki sukob. Nema ničega sličnog u povijesti što je služilo na taj način".
Njezina povijest i suvremeni globalni utjecaj teme su dokumentarnog filma Chevolution iz 2008. godine, u režiji Trishe Ziff, kao i knjige Cheov zagrobni život: ostavština jedne slike autora Michaela Caseya iz 2009. godine.

## Vanjske poveznice
- BBC: Che: The Icon and the Ad, by Stephanie Holmes, October 5, 2007
- CNN Video: Examining an Iconic Image  Arhivirana inačica izvorne stranice od 4. lipnja 2011. (Wayback Machine)
- Gallery of Pictures iz The Guardiana
- Guerrillero Heroico: a Brief History  Arhivirana inačica izvorne stranice od 5. ožujka 2009. (Wayback Machine) by Trisha Ziff
- Flickr page for artist Jim Fitzpatrick
- Che Guevara Spray Paint Stencil  Arhivirana inačica izvorne stranice od 22. srpnja 2023. (Wayback Machine)
- Kordavision - A 2008 Documentary Directed by Héctor Cruz Sandoval
- Che's Afterlife: The Legacy of an Image by Michael Casey  Arhivirana inačica izvorne stranice od 18. listopada 2012. (Wayback Machine) - zbirka slika iz knjige
- MSNBC: Che Guevara, Revolutionary or Chic Icon? by Tyler Vaughn, August 14, 2006
- Socialist Worker: An Image that Keeps the Spirit of Revolution Alive  Arhivirana inačica izvorne stranice od 22. ožujka 2012. (Wayback Machine)
- Washington Post: Che Guevara's Iconic Image Endures by Martha Irvine, Sept 23 2006